# Xeneboda kumasiana
Xeneboda kumasiana is een vlinder uit de familie bladrollers (Tortricidae). De wetenschappelijke naam voor deze soort is voor het eerst geldig gepubliceerd in 2000 door Razowski & Tuck.
De soort komt voor in tropisch Afrika.